# 높은 산봉우리의 사과
〈높은 산봉우리의 사과〉(高嶺の林檎 타카네노링고[*])는 NMB48의 9번째 싱글이다.

## 개요
전작 〈카모네긱스〉로부터 약 5개월 만의 싱글이다.

## 수록곡

### Type-A
자켓 사진 (표지):오가사와라 마유·시부야 나기사·죠니시 케이·타카노 유이·타니가와 아이리·야구라 후코·야마모토 사야카·요시다 아카리
CD
1. 高嶺の林檎 / 높은 산봉우리의 사과
(작사: 아키모토 야스시 / 작곡: 타나카 슌스케 / 편곡: 무토 세이지)
2. 一週間、全部が月曜日ならいいのに… / 일주일, 전부가 월요일이면 좋을 텐데…
(작사: 아키모토 야스시 / 작곡: 타카미자와 토시히코 / 편곡: 이쿠타 마신)
3. プロムの恋人 / 프롬의 연인 - 백조
(작사: 아키모토 야스시 / 작곡: 오자와 마사즈미 / 편곡: 와카타베 마코토)
4. 高嶺の林檎 off vocal ver.
5. 一週間、全部が月曜日ならいいのに… off vocal ver.
6. プロムの恋人 off vocal ver.

DVD
1. 高嶺の林檎 (뮤직 비디오)
2. 高嶺の林檎 (뮤직 비디오 댄싱 버전)
3. プロムの恋人 (뮤직 비디오)
4. 특전 영상 〈수다조〉 (전편)

### Type-B
자켓 사진 (표지):이치카와 미오리·카토 유카·코타니 리호·시로마 미루·무라세 사에·야부시타 슈·야마다 나나·와타나베 미유키
CD
1. 高嶺の林檎 / 높은 산봉우리의 사과
2. 一週間、全部が月曜日ならいいのに… / 일주일, 전부가 월요일이면 좋을 텐데…
3. 水切り / 물살가르기 - 홍조
(작사: 아키모토 야스시 / 작곡: 오오카미 요시야스 / 편곡: 노나카 “마사” 유이치)
4. 高嶺の林檎 off vocal ver.
5. 一週間、全部が月曜日ならいいのに… off vocal ver.
6. 水切り off vocal ver.

DVD
1. 高嶺の林檎 (뮤직 비디오)
2. 高嶺の林檎 (뮤직 비디오 댄싱 버전)
3. 水切り (뮤직 비디오)
4. 특전 영상 〈수다조〉 (후편)

### Type-C
자켓 사진 (표지):시부야 나기사·시로마 미루·야구라 후코·야부시타 슈·요시다 아카리
CD
1. 高嶺の林檎 / 높은 산봉우리의 사과
2. 一週間、全部が月曜日ならいいのに… / 일주일, 전부가 월요일이면 좋을 텐데…
3. 山へ行こう / 산에 가자 - 남바 철포대 기지 오
(작사: 아키모토 야스시 / 작곡: chalaza / 편곡: 노나카 “마사” 유이치)
4. 高嶺の林檎 off vocal ver.
5. 一週間、全部が月曜日ならいいのに… off vocal ver.
6. 山へ行こう off vocal ver.

DVD
1. 高嶺の林檎 (뮤직 비디오)
2. 高嶺の林檎 (뮤직 비디오 댄싱 버전)
3. 山へ行こう (뮤직 비디오)
4. NMB48 feat.요시모토 신 희극 Vol.8

### 극장반
자켓 사진 (표지):야마모토 사야카·와타나베 미유키
CD
1. 高嶺の林檎 / 높은 산봉우리의 사과
2. プロムの恋人 / 프롬의 연인 - 백조
3. 水切り / 물살가르기 - 홍조
4. 傘はいらない / 우산은 필요 없어
(작사: 아키모토 야스시)
5. 高嶺の林檎 off vocal ver.
6. プロムの恋人 off vocal ver.
7. 水切り off vocal ver.
8. 傘はいらない off vocal ver.

## 선발 멤버

### 높은 산봉우리의 사과
(센터:야마모토 사야카)
- 이치카와 미오리, 오가사와라 마유, 카토 유카, 코타니 리호, 시부야 나기사, 죠니시 케이, 시로마 미루, 타카노 유이, 타니가와 아이리, 무라세 사에, 야구라 후코, 야부시타 슈, 야마다 나나, 야마모토 사야카, 요시다 아카리, 와타나베 미유키

### 일주일, 전부가 월요일이면 좋을 텐데…
- 아카시 나츠코, 이시다 유미, 우노 미즈키, 오단 마이, 카와카미 치히로, 시부야 나기사, 시마자키 모모카, 죠 에리코, 타카야마 리코, 테루이 호노카, 나카가와 히로미, 나카노 레이나, 니시자와 루리나, 마츠오카 치호, 마츠무라 메구미, 미우라 아리사, 모리타 아야카, 야마오 리나

### 프롬의 연인
〈백조〉 명의
(센터:야마모토 사야카)
- 이시즈카 아카리, 이지리 안나, 오단 마이, 오키타 아야카, 카도와키 카나코, 카미에다 에미카, 키시노 리카, 키노시타 하루나, 무라카미 아야카, 야구라 후코, 야마기시 나츠미, 야마모토 사야카

### 물살가르기
〈홍조〉 명의
(센터:와타나베 미유키)
- 카와카미 레나, 키노시타 모모카, 쿠사카 코노미, 쿠시로 리나, 콘도 리나, 미우라 아리사, 미타 마오, 야마오 리나, 야마구치 유키, 야마다 나나, 요기 케이라, 와타나베 미유키

### 산에 가자
〈남바 철포대 기지 오〉 명의
(센터:시로마 미루)
- 아카자와 호노, 오오타 유리, 카와카미 치히로, 시로마 미루, 나카노 레이나, 니시무라 아이카, 하야시 모모카, 무로 카나코

### 우산은 필요 없어
- 아카시 나츠코, 아즈마 유키, 이시다 유미, 우메다 미레이, 우노 미즈키, 쿠로카와 하즈키, 코노 사키, 코가 나루미, 코바야시 카나코, 시마자키 모모카, 시마다 레나, 죠 에리코, 타카야마 리코, 테루이 호노카, 나카가와 히로미, 니시자와 루리나, 마츠오카 치호, 마츠무라 메구미, 모리타 아야카, 야마우치 츠바사